# Labus maindroni
Labus maindroni är en stekelart som beskrevs av François du Buysson 1906. Labus maindroni ingår i släktet Labus och familjen Eumenidae. Inga underarter finns listade i Catalogue of Life.